# Asparagus umbellulatus
Asparagus umbellulatus — вид рослин із родини холодкових (Asparagaceae).

## Середовище проживання
Ареал: Маврикій (Родригес), Реюньйон, Сейшельські острови (у т. ч. Альдабра).